# Philipp Ludwig Statius Müller
Philipp Ludwig Statius Müller (25 de abril de 1725 - 5 de enero de 1776) fue un teólogo, profesor y zoólogo alemán. Estudió de 1741 a 1744 en Teología y Filosofía en la ciudad de Jena.
Statius Müller fue profesor de Ciencias Naturales en Erlangen. Entre 1773 y 1776 publicó una traducción alemana del Linnaeus's Natursystem. El suplemento de 1776 contiene la primera clasificación científica para varias especies, incluyendo el dugong (Dugong dugon), el guanaco (Lama guanicoe), el potto (Perodicticus potto), la garza tricolor, (Egretta tricolor), y el chiricote, (Aramides cajanea).

## Obra
- De Zeedemeester der kerkelyken. Fongerlo, Ámsterdam 1750
- De traanen eenes volks, over het verlies van een eminent Opper-Hoofd. Leeuwarden 1751
- Die rechtmäßige Freude über die Wohlthaten Gottes das Jenaische Universitäts-Jubilär betr. Jena 1758
- Dissertationis de justo probabilitatis valore et usu sectio teria. Erlangen 1758
- Oratoriam extemporaneam a praeivdiciis nonnvllis, qvibvs est obnoxia vindicat. Camerarius, Erlangen 1758
- Kurze Anleitung zur Holländischen Sprache. Erlangen 1759
- Einsame Nachtgedanken. Viena 1761
- Kort Ontwerp van de zedelyke Oogmerken Gods by de Schepping en Regeering deezer Waereld. Ámsterdam 1762
- Dvbia Coralliorvm Origini Animali Opposita. Camerarius, Erlangen 1770
- Bedenkingen betreffende den dierlijken oorsprong der koraal-gewassen. Blussé, Dordrecht 1771
- Des Ritters Carl von Linné … vollständiges Natursystem : nach der zwölften lateinischen Ausgabe und nach Anleitung des holländischen Houttuynischen Werks mit einer ausführlichen Erklärung ausgefertigt von Philipp Ludwig Statius Müller. Gabriel Nicolaus Raspe, Núrenberg 1773–1775
  - Parte 1: Von den säugenden Thieren. 1773, Online.
  - Parte 2: Von den Vögeln. 1773
  - Parte 3: Von den Amphibien. 1774, Online
  - Parte 4: Von den Fischen. 1774
  - Parte 5, v. 1: Von den Insecten. 1774
  - Parte 5, v. 2: Von den Insecten. 1775
  - Parte 6, v. 1: Von den Würmern. 1775
  - Parte 6, v. 1: Von den Corallen. 1775
- Statius Müller, P.L. (1776). Des Ritters Carl von Linné Königlich Schwedischen Leibarztes &c. &c. vollständigen Natursystems Supplements- und Register-Band über alle sechs Theile oder Classen des Thierreichs. Mit einer ausführlichen Erklärung. Nebst drey Kupfertafeln. (en alemán). pp. 1–15 + 1–384; 1–40 + 1–536, Tab. I–III. Núremberg: Gabriel Nicolaus Raspe. Disponible en Biodiversitas Heritage Library.
- Verzeichniß einer zahlreichen und auserlesenen Sammlung von Naturalien. Erlangen 1778, póstumo

## Abreviatura (zoología)
La abreviatura Muller  se emplea para indicar a Philipp Ludwig Statius Müller como autoridad en la descripción y taxonomía en zoología.

- Anónimo. 1776. [Muller, P. L. S.] Besch. Berlin. Ges. Naturf. Fr. 2 584-592
- Evenhuis, N. L. 1997. Litteratura taxonomica dipterorum (1758-1930). Vol. 1 (A-K); v. 2 (L-Z). Leiden, Backhuys Publishers.